# Сан Паоло д'Аргон
Сан Па̀оло д'А̀ргон (на италиански: San Paolo d'Argon; на ломбардски: San Pòl d'Argon, Сан Пол д'Аргон) е градче и община в Северна Италия, провинция Бергамо, регион Ломбардия. Разположено е на 255 m надморска височина. Населението на общината е 5830 души (към 2017 г.).